# Günther Eckerland
Günther Eckerland (* 14. November 1919 in Kreidelwitz, Landkreis Glogau; † 6. November 1998 in Marl) war ein deutscher Politiker (SPD).

## Leben und Beruf
Nach dem Besuch der Volksschule absolvierte Eckerland eine kaufmännische Ausbildung, die er 1937 mit der Kaufmannsgehilfenprüfung abschloss. Anschließend leistete er Reichsarbeitsdienst, nahm als Soldat am Zweiten Weltkrieg teil und geriet zuletzt in Gefangenschaft. Nach seiner Rückkehr aus der Kriegsgefangenschaft war Eckerland von 1945 bis 1947 Hilfsarbeiter, 1947/48 Angestellter beim Arbeitsamt Wernigerode und von 1948 bis 1957 Bergmann. Danach wurde er als kaufmännischer Angestellter beschäftigt.

## Partei
Eckerland trat 1948 in die SPD ein und wurde 1957 zum Vorsitzenden des SPD-Ortsverbandes Hamm gewählt.
Seit 2008 verleiht die SPD Marl an verdiente Bürger die Günther-Eckerland-Medaille.

## Abgeordneter
Eckerland war seit 1956 Ratsmitglied der Gemeinde Hamm und wurde später in den Kreistag des Kreises Recklinghausen gewählt. Ab 1962 war er Ratsmitglied des Amtes Marl. Dem Deutschen Bundestag gehörte er von 1965 bis 1976 an. Im Parlament vertrat er den Wahlkreis Recklinghausen-Land.

## Öffentliche Ämter
Eckerland war zunächst stellvertretender Bürgermeister und von 1961 bis 1974 dann Bürgermeister der Gemeinde Hamm. Nach der Eingemeindung war er von 1975 bis 1984 Bürgermeister der Stadt Marl.

## Ehrungen
- 1979 Bundesverdienstkreuz 1. Klasse[2]
- 1984 Großes Bundesverdienstkreuz[2]
- 1984 Stadtplakette der Stadt Marl
- 1999 wurde die Realschule Marl-Hamm in Günther-Eckerland-Realschule umbenannt. Die Günther-Eckerland-Realschule ist geschlossen worden. Seitdem wird keine Schule in Marl nach ihm benannt.